# 安巴爾內
50°6′28″N 37°38′6″E / 50.10778°N 37.63500°E
安巴爾內（烏克蘭語：Амбарне）是位於烏克蘭東部的村莊，由哈爾科夫州庫皮揚斯克區的大布尔卢克市镇負責管轄。該村始建於1799年，面積0.65平方公里，海拔高度165米，2025年人口84，人口密度每平方公里173.6人。